# Oligonychus stickneyi
Oligonychus stickneyi är en spindeldjursart som först beskrevs av McGregor 1919.  Oligonychus stickneyi ingår i släktet Oligonychus och familjen Tetranychidae. Inga underarter finns listade i Catalogue of Life.